# 上原平太郎

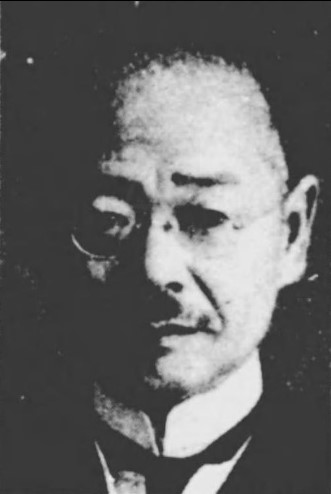
上原平太郎

上原 平太郎（うえはら へいたろう、1872年12月20日（明治5年11月20日）- 1950年（昭和25年）10月8日）は、日本の陸軍軍人、政治家。最終階級は陸軍中将。衆議院議員。

## 経歴
香川県で上原秀次郎の長男として生まれる。1896年5月27日、陸軍士官学校（7期）を卒業し、1897年1月25日、陸軍歩兵少尉に任官。義和団の乱、日露戦争に出征。陸軍大学校（17期）で学び、1903年11月28日に卒業した。
以後、参謀本部部員、陸軍大学校教官、第4師団参謀、歩兵第62連隊長、第11師団参謀長、陸軍航空部附、航空部員などを歴任。1921年7月20日、陸軍少将に進み近衛歩兵第1旅団長に就任。航空部附を経て、1923年8月6日、陸軍航空学校長に転任し、1924年5月17日、航空学校を改編した所沢陸軍飛行学校長に就任。1926年3月2日、陸軍中将に進み、1927年7月26日、第20師団長に親補された。1930年８月1日に待命、同月29日予備役編入となる。
1932年2月、第18回衆議院議員総選挙で香川県第一区から立憲政友会所属で出馬して当選し、衆議院議員を一期務めた。その他、帝国自動車 (株) 重役、高周波精密機械 (株) 重役を務めた。
1947年（昭和22年）11月28日、公職追放仮指定を受けた。

## 栄典
位階
- 1926年（大正15年）4月2日 - 従四位[8]

勲章
- 1926年（大正15年）4月26日 - 勲二等瑞宝章[9]

## 親族
- 木村武千代 - 長女の夫[10]。衆議院議員。
- 木村義雄 - 孫。参議院議員、衆議院議員。
- 水島廣雄 - 次女の夫[11]。そごう社長・会長。
- 板谷康男 - 三男。板谷順助の娘と結婚し、板谷商船取締役・志村化工常務[12]。